# Begonia subisensis
Espèce
Begonia subisensis est une espèce de plantes de la famille des Begoniaceae.
Elle a été décrite en 2003 par Katharine G. Pearce (2003).